# 戴爾縣 (田納西州)
戴爾县（英語：Dyer County）是美國田納西州西部的一個縣，西隔密西西比河與阿肯色州和密蘇里州相望。面積1,364平方公里。根据美國2000年人口普查，共有人口37,279人。縣治戴爾斯堡（Dyersburg）。
成立於1823年10月16日。縣名紀念1812年戰爭時期軍人羅伯特·亨利·戴爾 （Robert Henry Dyer）。